# Musée de la céramique saintongeaise
Le musée de la céramique saintongeaise est un musée français situé dans le village de La Chapelle-des-Pots, commune rurale et résidentielle au nord-est de Saintes appartenant au département de la Charente-Maritime. Le musée est actuellement fermé.

## Histoire
Installé dans une maison charentaise au cœur du village dont la tradition de la poterie remonte au XIIIe siècle, le musée de la céramique saintongeaise offre une rétrospective de cet art ancestral sous un angle historique et technique couvrant la période allant du XIIIe siècle au XIXe siècle. 
Bernard Palissy, qui a introduit la technique de la production de la faïence en France au XVIe siècle, a séjourné dans le village de La Chapelle-des-Pots.
Le musée, qui est mentionné dans le célèbre Guide Vert Michelin, a acquis une notoriété régionale étant mentionné sur la liste sélective des musées de Poitou-Charentes.
Il a ouvert ses portes en 1981 et a reçu un appui aussi bien des pouvoirs publics que du mécénat privé où la Fondation des pays de France soutient cette structure muséographique d'importance régionale. La nouvelle municipalité élue en 2014 n'a pas délégué sa gestion. Elle a fermé le musée et retiré la signalétique rappelant l'historique du village.  Seul subsiste le four Varoqeau, inscrit aux monuments historiques, visible seulement de l’extérieur.

## Collections
Le musée présente des techniques de céramique traditionnelle de la Saintonge, du Moyen Âge au XIXe siècle dans trois salles d'exposition permanente auxquelles s'ajoutent de très belles pièces de poterie exposées dans une présentation muséographique sous vitrine. Des collections de poteries provenant de fouilles locales y sont également adjointes.
Le musée ambitionnait de créer une salle d'exposition temporaire de poteries vernissées.

## Visites et Organisation
Le musée était géré et ouvert grâce à une association: La SESACTS (Société d'étude et de sauvegarde de l'artisanat céramique traditionnel en saintonge) dont les bénévoles assuraient les permanences et visites guidées.
L'association locale Terres et feux de Saintonge avait pris la suite de La SESACTS pour gérer le musée. Elle a édité une documentation du musée.
Le musée est fermé. Ses collections ont été inventoriées en 2015 ou 2016 et n'y sont plus présentes. 

## Ancienne faïencerie Jean Alexiu
À côté de ce musée municipal fonctionne un autre musée, privé, situé à la sortie du village et géré par une entreprise spécialisée dans la faïencerie. La Faïencerie Jean Alexiu avait développé un petit espace muséographique qui a l'avantage d'être ouvert en permanence. Il est d'ailleurs signalé dans le Guide Vert Michelin et possèdait un site intéressant à consulter. Il fait œuvre de complémentarité avec le musée de la céramique saintongeaise. Cette faïencerie est fermée depuis les années 2012.